# Vítězslav Tuma
Vítězslav Tuma (* 4. července 1971 Nový Jičín) je bývalý český fotbalový útočník. V sezoně 2000/01 se v dresu Drnovic stal s 15 nastřílenými góly nejlepším kanonýrem 1. české ligy.
Urostlý hlavičkář, dokázal často přetavit centr v gól. Jeho slabinou byla technika, s míčem na zemi mu chyběla lehkost. Jeho oblíbené číslo bylo 11.

## Klubová kariéra
Začínal v Novém Jičíně, pak hrál za Vítkovice, na vojně hrál za Znojmo. V zahraničí působil v Malajsii, v roce 1993 se vrátil do Vítkovic. Ligu dále hrál za Baník Ostrava, pak působil v druholigovém LeRKu Brno. Do ligy se vrátil v Karviné. Od léta 1998 působil v Drnovicích. V sezoně 2000/01 se v dresu Drnovic stal s 15 nastřílenými góly nejlepším ligovým kanonýrem.
V dubnu 2002 ho koupila Příbram, ale obratem ho pro závěr sezony půjčila Spartě Praha. Tam se moc neprosadil a po sezoně se vrátil zpět. V lednu 2003 kývl na nabídku Olomouce a přestoupil, ale od sezóny 2003/04 se vrátil do Drnovic.
Po postupu v létě 2004 ukončil kariéru. V lize odehrál 193 utkání a dal 68 gólů.

## Ligová bilance
| Ročník                       | Zápasy | Góly | Minuty | Klub                 |
| ---------------------------- | ------ | ---- | ------ | -------------------- |
| III. liga 1990/91            | –      | 15   | –      | SKP Znojmo-Práče     |
| I. liga 1993/94              | 22     | 4    | 1 784  | FC Kovkor Vítkovice  |
| I. liga 1994/95              | 22     | 3    | 1 368  | FC Baník Ostrava     |
| MSFL 1994/95                 | –      | 1    | –      | FC Baník Ostrava „B“ |
| I. liga 1995/96              | 5      | 1    | 144    | FC Baník Ostrava     |
| II. liga 1995/96             | 12     | 5    | –      | FC LeRK Brno         |
| I. liga 1996/97              | 21     | 10   | 1 764  | FC Karviná           |
| II. liga 1997/98             | 22     | 19   | –      | FC Karviná           |
| I. liga 1998/99              | 26     | 11   | 2 266  | FC Petra Drnovice    |
| I. liga 1999/00              | 22     | 11   | 1 852  | FC Petra Drnovice    |
| I. liga 2000/01              | 29     | 15   | 2 456  | 1. FK Drnovice       |
| I. liga 2001/02              | 19     | 10   | 1 687  | 1. FK Drnovice       |
| I. liga 2001/02              | 6      | 1    | 367    | AC Sparta Praha      |
| I. liga 2002/03              | 13     | 0    | 235    | FC Marila Příbram    |
| I. liga 2002/03              | 6      | 2    | 345    | SK Sigma Olomouc     |
| I. liga 2003/04              | 2      | 0    | 54     | SK Sigma Olomouc     |
| II. liga 2003/04             | 19     | 4    | –      | 1. FK Drnovice       |
| CELKEM I. LIGA (1993–2003)   | 193    | 68   | 14 322 |                      |
| CELKEM II. LIGA (1996–2004)  | 53     | 28   | –      |                      |
| CELKEM III. LIGA (1990–1995) | –      | 16   | –      |                      |